# Добжаніца (ґміна)
Ґміна Добжаніца (пол. Gmina Dobrzanica) — колишня (1934—1939 рр.) сільська ґміна Перемишлянського повіту Тарнопольського воєводства Польської республіки (1918—1939) рр. Центром ґміни було село Добряничі.

1 серпня 1934 р. було створено ґміну Добжаніца у Перемишлянському повіті. До неї увійшли сільські громади такі як: Бжуховіце, Добжаніца, Кожеліце, Осталовіце, Тучне, Войцєховіце, Жендовіце.

У 1934 р. територія ґміни становила 87,8 км². Населення ґміни станом на 1931 рік становило 7 705 осіб. Налічувалось 1 438 житлових будинків.
В 1940 р. ґміна ліквідована у зв'язку з утворенням району.